# Miconia conformis
Miconia conformis är en tvåhjärtbladig växtart som beskrevs av John Julius Wurdack. Miconia conformis ingår i släktet Miconia och familjen Melastomataceae. IUCN kategoriserar arten globalt som nära hotad.
Artens utbredningsområde är Ecuador. Inga underarter finns listade i Catalogue of Life.